# Pseudodellamora
Pseudodellamora is een geslacht van kevers uit de familie spartelkevers (Mordellidae).
Het geslacht is voor het eerst wetenschappelijk beschreven in 1942 door Ermisch.

## Soorten
Het geslacht omvat de volgende soorten:
- Pseudodellamora brevicollis (Emery, 1876)
- Pseudodellamora championi (Schilsky, 1899)
- Pseudodellamora distinguenda Ermisch, 1963
- Pseudodellamora grossepalpalis Ermisch, 1942